# Eudendrium scotti
Eudendrium scotti är en nässeldjursart som beskrevs av Puce, Cerrano och Bavestrello 2002. Eudendrium scotti ingår i släktet Eudendrium och familjen Eudendriidae.
Artens utbredningsområde är Södra Ishavet. Inga underarter finns listade i Catalogue of Life.